# Jacqueline Wiles

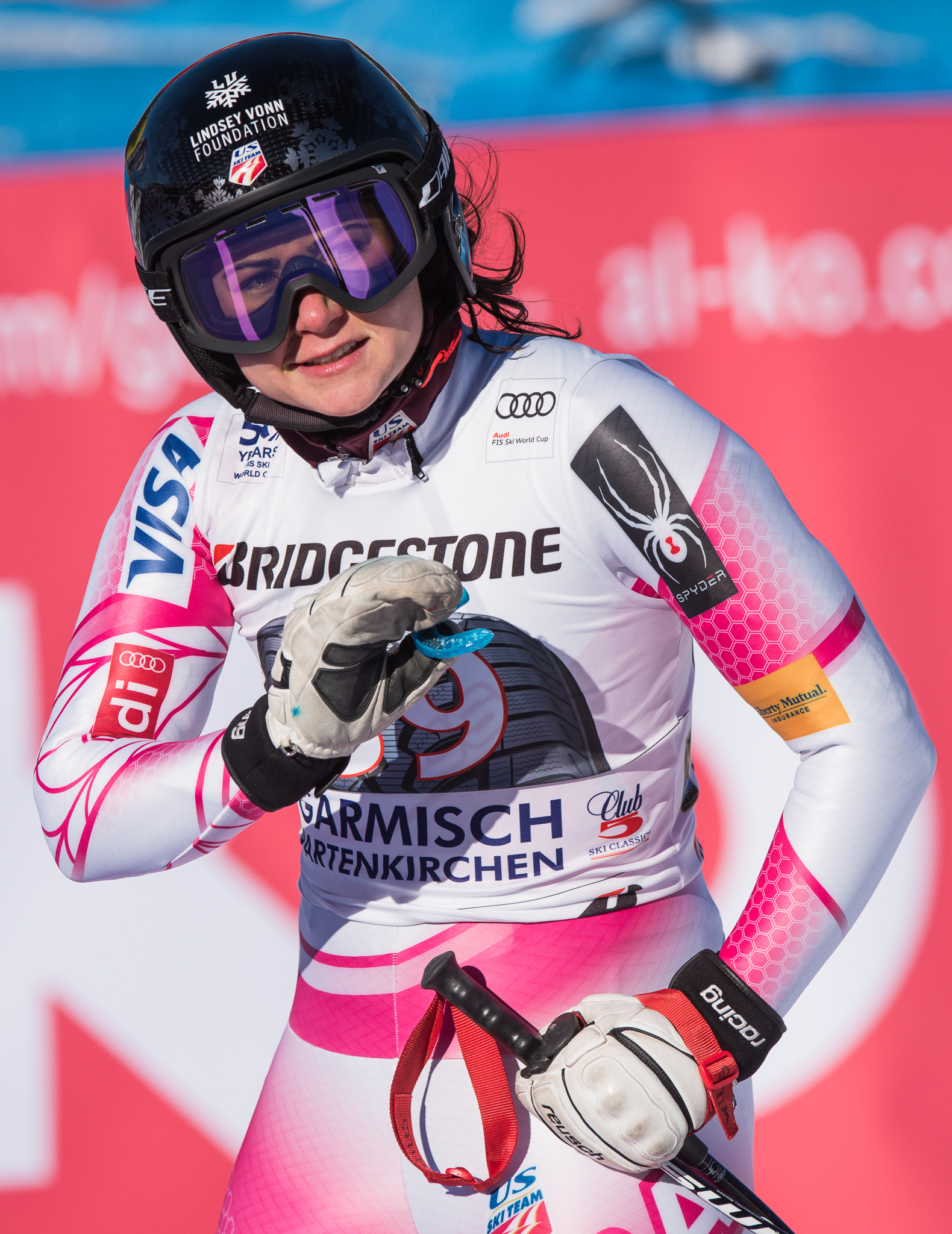
Jacqueline Wiles (2017)

Jacqueline Wiles nació el 13 de julio de 1992 en Portland (Estados Unidos), es una esquiadora que tiene 1 podio en la Copa del Mundo de Esquí Alpino.

## Resultados

### Juegos Olímpicos de Invierno
- 2014 en Sochi, Rusia
  - Descenso: 26.ª

### Campeonatos Mundiales
- 2015 en Vail/Beaver Creek, Estados Unidos
  - Combinada: 17.ª

### Copa del Mundo

#### Clasificación general Copa del Mundo
- 2013-2014: 96.ª
- 2014-2015: 97.ª
- 2015-2016: 78.ª